# Герцог Дуглас
Герцог Дуглас (англ. Duke of Douglas) — дворянский титул в системе пэрства Шотландии, созданный в 1703 году для Арчибальда Дугласа, 3-го маркиза Дугласа. Он не оставил наследников, поэтому титул угас после его смерти в 1761 году

## История
Титул был создан в системе пэрства Шотландии 10 апреля 1703 года для Арчибальда Дугласа, 3-го маркиза Дугласа. Одновременно он получил титул виконта Джедбург-Фореста. Но, поскольку он умер в 1761 году, не оставив наследников, оба эти титула угасли. Остальные же титулы унаследовал его ближайший родственник по мужской линии — Джеймс Гамильтон, 7-й герцог Гамильтон.

## Герцоги Дуглас
- 1703—1761: Арчибальд Дуглас (июль/сентябрь 1694 — 21 июля 1761), 3-й маркиз Дуглас, 3-й граф Ангус и 3-й лорд Абернети и Джедбург-Форест с 1700 года, 1-й герцог Дуглас и 1-й виконт Джедбург-Форест с 1703 года сын предыдущего[1][2].